# Bisbat de Vic
El bisbat de Vic —Diœcesis Vicensis (llatí)— és una demarcació de l'església catòlica a Catalunya, sufragània de l'arquebisbat de Tarragona. El 2010 tenia 386.000 batejats d'un total de 408.000 habitants. Des de l'any 2003 està dirigida pel bisbe Romà Casanova i Casanova.

## Territori
La diòcesi compren la part sud del Ripollès, Osona, el Bages i municipis de la Selva, el Berguedà, l'Anoia i el Vallès Oriental. El bisbat de Solsona, en crear-se al segle xvii, se n'endugué les terres occidentals.
El territori s'estén sobre 4.184 km² i està dividit en 249 parròquies, agrupades en un total de 10 arxiprestats (demarcacions formades per un grup de parròquies dins un bisbat). Els arxiprestats del bisbat de Vic, per ordre alfabètic, són:
- Arxiprestat de l'Anoia-Segarra
- Arxiprestat del Bages-nord
- Arxiprestat del Bages-sud
- Arxiprestat de Guilleries-Congost
- Arxiprestat del Lluçanès
- Arxiprestat de Manresa
- Arxiprestat del Moianès
- Arxiprestat del Ripollès
- Arxiprestat del Ter-Collsacabra
- Arxiprestat de Vic

La seu episcopal és a la ciutat de Vic, on hi ha la catedral de Sant Pere.

## Història
Durant l'època romana la ciutat de Vic era coneguda amb el nom d’Ausa, capital dels ausetans, a la província romana de la Tarraconense. El Bisbat d'Ausona apareix al pagus d'Ausona cap al segle v, i el primer bisbe conegut és Cinidi, que participa en els concilis de Tarragona del 516 i al de Girona del 517. Altres bisbes també participaren en els concilis celebrats durant l'època visigòtica. En aquella època la diòcesi ja formava part de la província eclesiàstica de l'arquebisbat de Tarragona.
La diòcesi d'Ausona desaparegué cap al 718 a causa de la invasió dels àrabs. Malgrat tot, a finals del segle viii la ciutat i la regió van ser reconquerides pels carolingis, posant les bases per a la institució de la Marca Hispànica, que esdevindria feudatària dels carolingis durant la segona meitat del segle ix. L'antiga Ausa començà a assumir el nom de Vicus Ausonae, d'on sorgeix el nom de Vic.
Les conquestes de Carlemany i de Lluís el Pietós van posar sota el control dels francs diverses antigues ciutats episcopals hispàniques, vacants o suprimides. La seu de Vic va ser restablerta vers el 886, i Gotmar en va ser nomenat bisbe. A causa de l'ocupació franca, la seu de Vic quedà com a incardinada a la província eclesiàstica de l'arquebisbat de Narbona, igual que les diòcesis de Girona, Urgell i Barcelona.
Durant el segle x va haver-hi diverses temptatives per part de les diòcesis catalanes de separar-se de la seu narbonesa i de crear una província eclesiàstica independent. El bisbe Ató de Vic va obtenir del papa Joan XIII al 971 el traspàs a la seva seu dels drets metropolitans de Tarragona, però l'operació no va seguir. Vic i les altres diòcesis transpirinenques van quedar subordinades a l'arquebisbe de Narbona fins a la restauració de la seu de Tarragona a principis del segle xii.
El 1154 la diòcesi cedí algunes parròquies al bisbat de Tarragona.
El 19 de juliol de 1593 cedí una part important del seu territori per tal que s'erigís el bisbat de Solsona.
El 1874 el monestir de Montserrat i algunes parròquies van ser cedides a la diòcesi de Barcelona (avui arxidiòcesi).
El 1957, de resultes del concordat de 1953 segons el qual es volien fer coincidir els límits de les diòcesis amb els de les províncies civils, les parròquies que es trobaven a la província de Lleida van ser cedides al bisbat de Solsona, i les que es trobaven a la província de Tarragona van passar a l'arquebisbat de Tarragona; en compensació, vuit parròquies de la diòcesi de Barcelona i sis de la de Girona van passar a formar part de la diòcesi de Vic.

## Demografia
A finals del 2010, la diòcesi tenia 386.000 batejats sobre una població de 408.000 persones, equivalent al 94,6% del total.
| any  | població | població | població | sacerdots | sacerdots       | sacerdots       | sacerdots             | diaques | religiosos | religiosos | parròquies |
| ---- | -------- | -------- | -------- | --------- | --------------- | --------------- | --------------------- | ------- | ---------- | ---------- | ---------- |
| any  | batejats | total    | %        | total     | clergat secular | clergat regular | batejats por sacerdot | diaques | homes      | dones      |            |
| 1950 | 249.980  | 250.000  | 100,0    | 477       | 407             | 70              | 524                   |         | 145        | 1.214      | 262        |
| 1970 | 307.000  | 307.000  | 100,0    | 417       | 351             | 66              | 736                   |         | 176        | 1.300      | 245        |
| 1980 | 308.600  | 309.800  | 99,6     | 323       | 289             | 34              | 955                   |         | 90         | 1.098      | 258        |
| 1990 | 338.000  | 341.707  | 98,9     | 289       | 250             | 39              | 1.169                 |         | 102        | 904        | 247        |
| 1999 | 355.368  | 357.641  | 99,4     | 253       | 219             | 34              | 1.404                 | 6       | 76         | 701        | 247        |
| 2000 | 355.368  | 357.641  | 99,4     | 257       | 215             | 42              | 1.382                 | 9       | 80         | 730        | 247        |
| 2001 | 353.015  | 357.641  | 98,7     | 234       | 206             | 28              | 1.508                 | 7       | 59         | 654        | 247        |
| 2002 | 353.362  | 357.641  | 98,8     | 231       | 201             | 30              | 1.529                 | 7       | 66         | 685        | 247        |
| 2003 | 379.721  | 383.870  | 98,9     | 225       | 195             | 30              | 1.687                 | 7       | 65         | 670        | 247        |
| 2004 | 376.184  | 383.870  | 98,0     | 225       | 192             | 33              | 1.671                 | 9       | 64         | 645        | 247        |
| 2010 | 386.000  | 408.000  | 94,6     | 206       | 170             | 36              | 1.873                 | 8       | 61         | 494        | 249        |

## Episcopologi

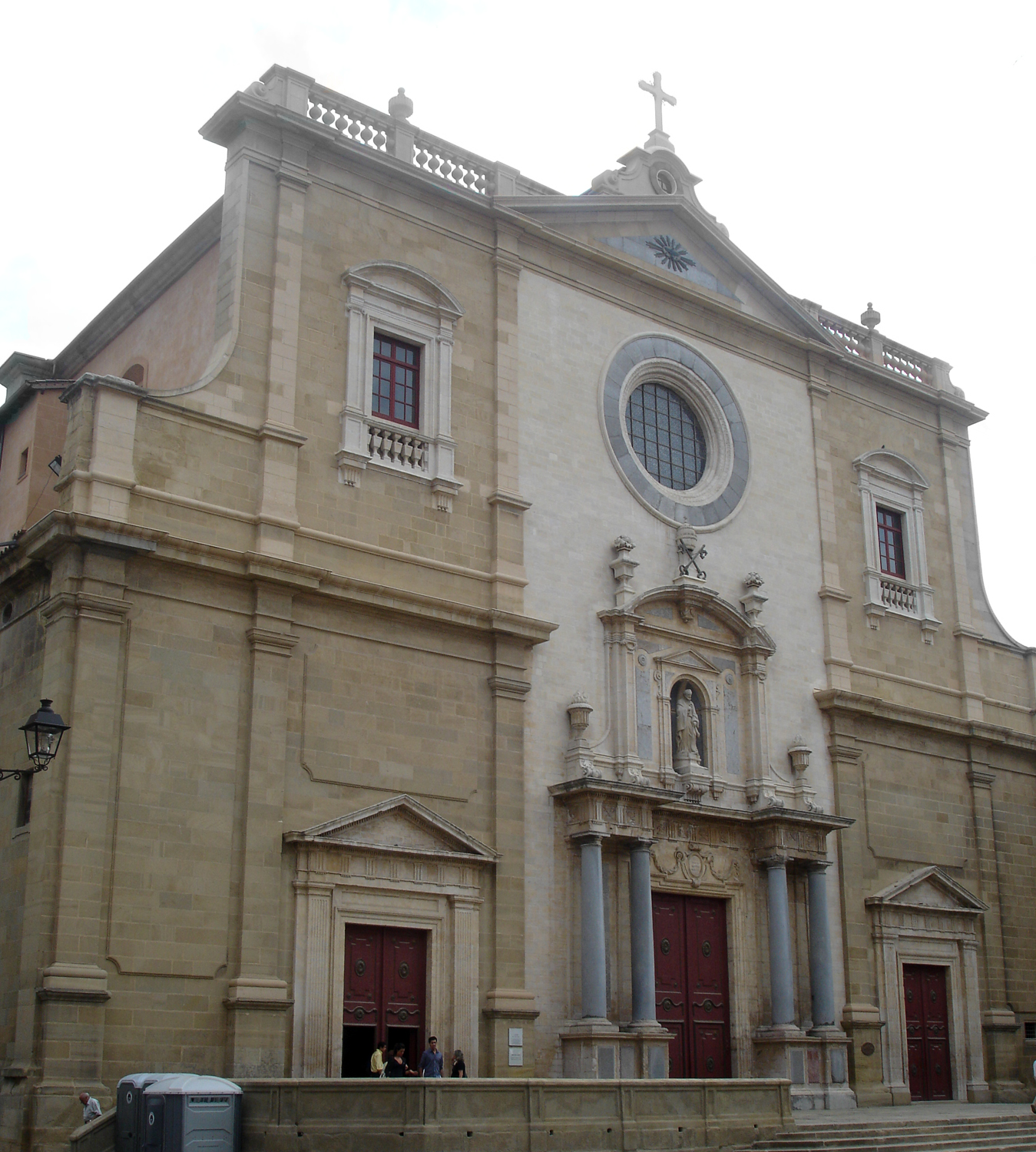
Façana de la catedral de Sant Pere

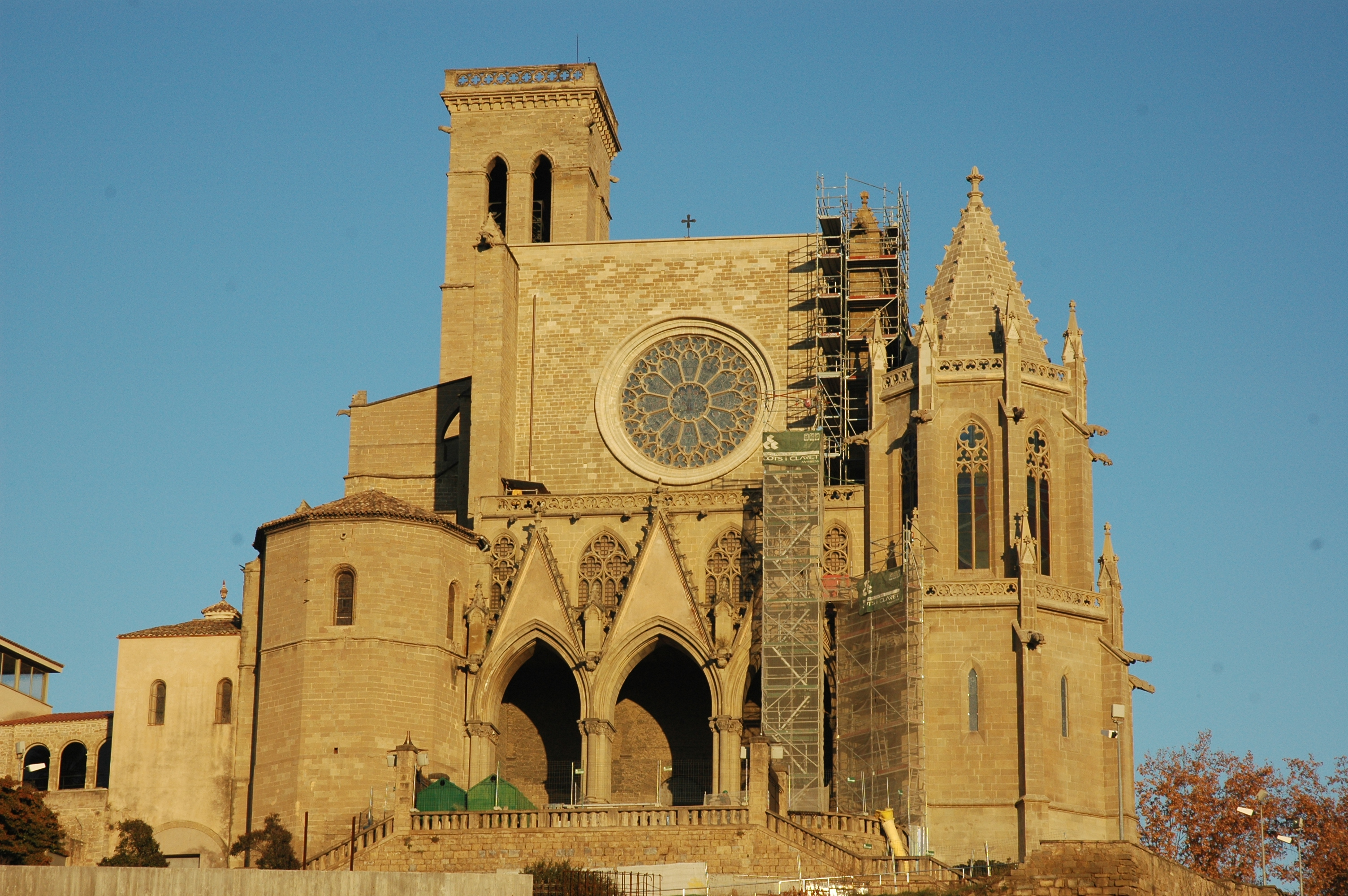
La Col·legiata Basílica de Santa Maria de Manresa, popularment anomenada la Seu

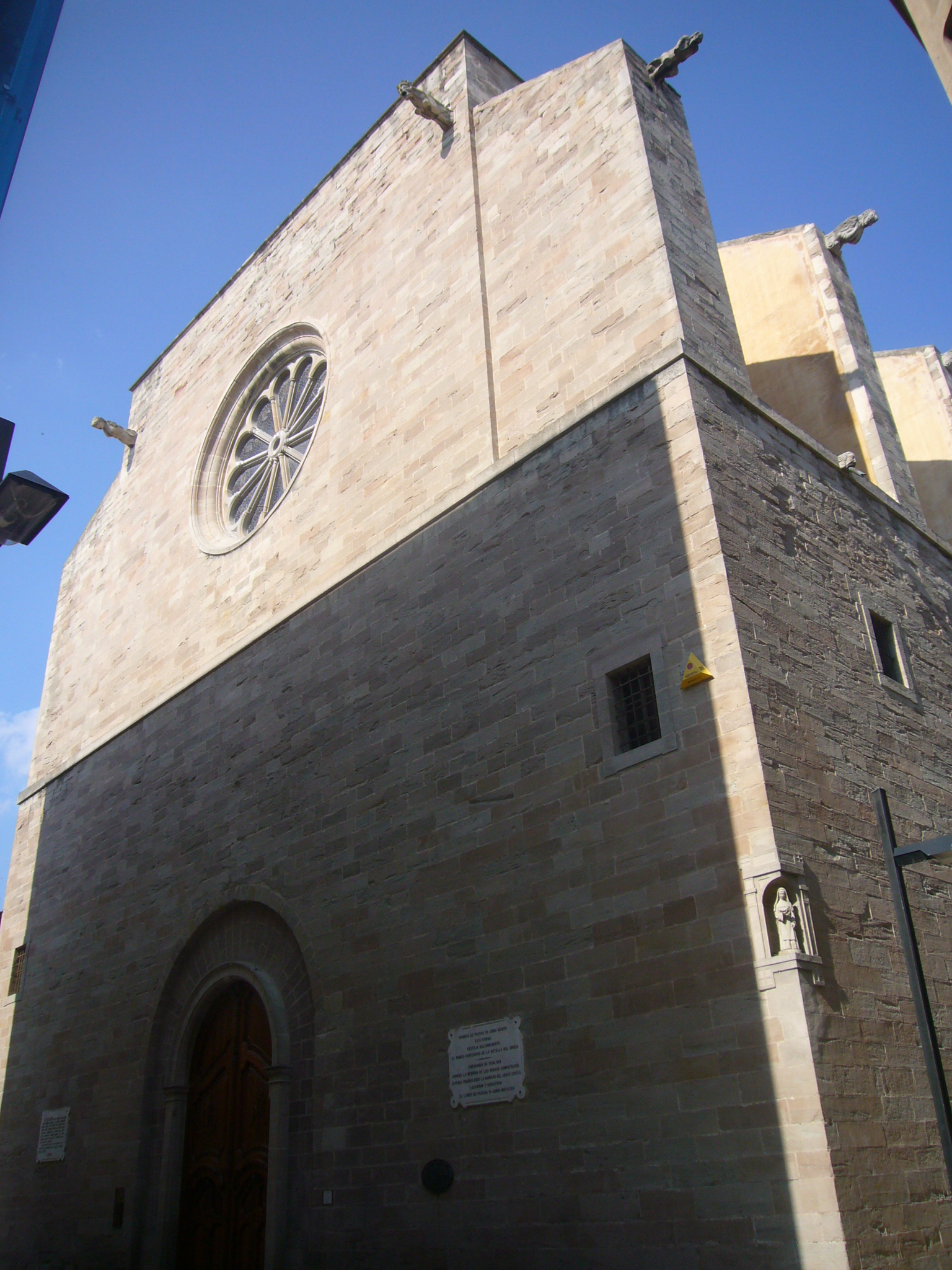
La basílica de Santa Maria d'Igualada

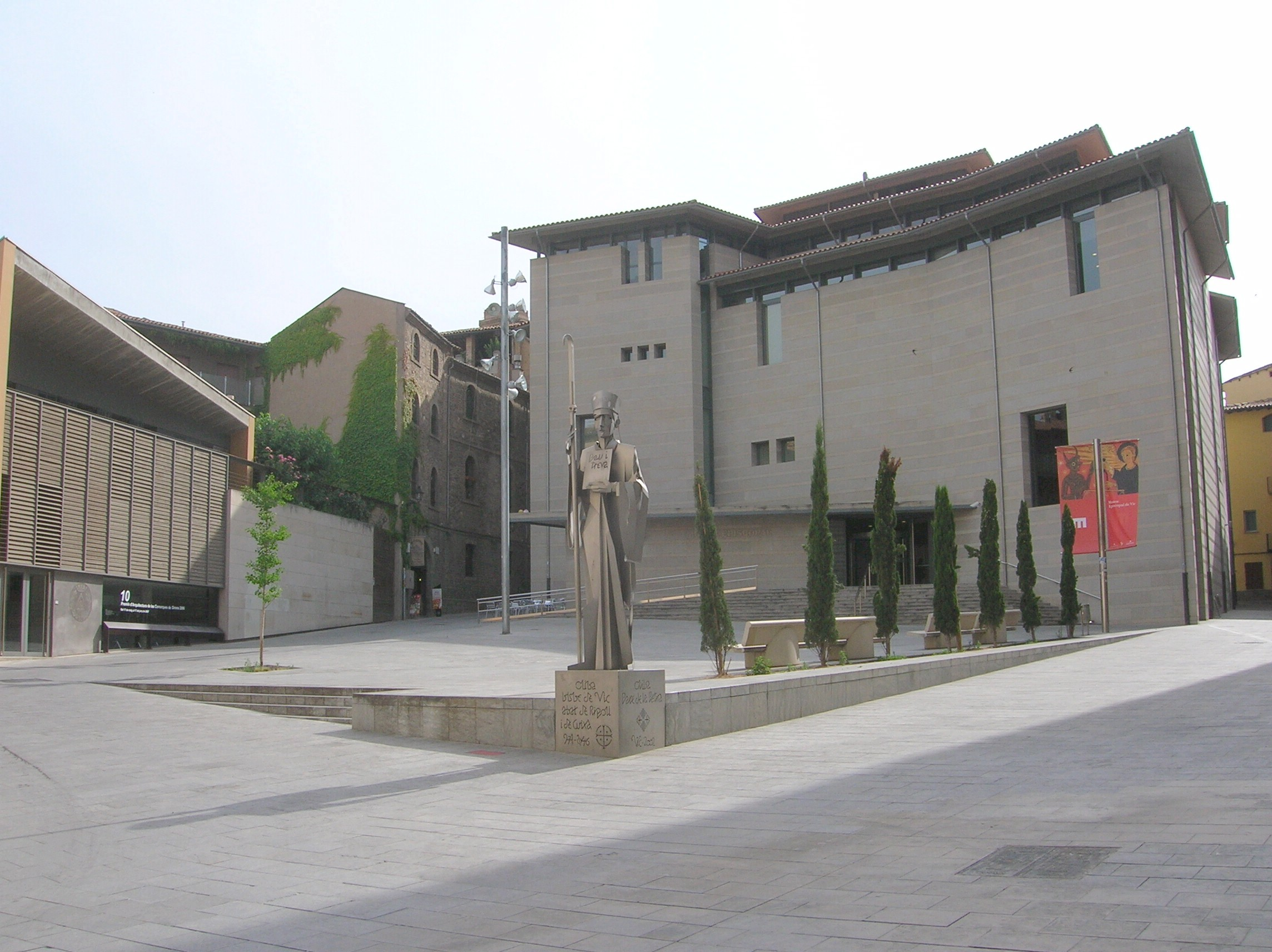
La seu del museu diocesà de Vic, inaugurat pel bisbe Morgades al 1891

A continuació hi ha una llista cronològica dels bisbes de la seu ausetana, amb les dates dels seus episcopats. Respecte als bisbes del període visigòtic les dades són escadusseres restant-ne poca cosa més que els seus noms i les dates que consten a les actes dels sínodes dels que signen les actes.
- Cinidi (mencionat entre el 516 i 517)
- Aquilí (589 - 599)
- Teodor (mencionat el 610)
- Esteve (614 - 633)
- Domní (mencionat el 638)
- Gueric (643 - 653)
- Guisfred (mencionat entre 683 i 693)
- Gotmar (886- ~899)
- Idalguer (899 - 914)
- Jordi (914 - 947)
- Guadamir (948 - 957)
- Ató de Vic (957 - 971)
- Fruià (972 - 992)
- Arnulf (993 - 1010)
- Borrell (1010 - 1017)
- Abat Oliba (1017 - 1046)
- Guillem de Balsareny (1046 - 1075)
- Berenguer Sunifred (~ 1078 - 1099)
- Guillem Berenguer (1099 - 1101)
- Arnau de Malla (1102 - 1109)
- Ramon Gaufred (1109 - 1146)
- Pere de Redorta (1147 - 1185)
- Ramon Xetmar de Castellterçol (1186 - 1194)
- Guillem de Tavertet (1195 - 1233)
- Bernat Calbó (1233 - 1243)
- Bernat de Mur (1243 - 1264)
- Ramon d'Anglesola (1265 - 1298, 1a vegada)
- Berenguer de Bellvís (1298 - 1301)
- Ponç de Vilaró (1302 - 1306)
- Ramon d'Anglesola (1306, 2a vegada)
- Berenguer de Guàrdia (1306 - 1328)
- Galceran Sacosta (1328 - 1345)
- Miquel de Ricomà (1345 - 1346)
- Hug de Fenollet (1346 - 1348)
- Lope Ferrández de Luna (1348 - 1351)
- Ramon de Bellera (1352 - 1377)
- García Fernández de Heredia (1377 - 1383)
- Fernando Pérez Calvillo (1383 - 1391)
- Joan de Baufés (1391 - 1393)
- Francesc Riquer i Bastero (1393 - 1400)
- Diego de Heredia (1400 - 1410)
- Alfons de Tous (1410 - 1423), 12è President de la Generalitat de Catalunya
- Miquel de Navès (1423)
- Jordi d'Ornós (1423 - 1445)
- Jaume de Cardona i de Gandia (1445 - 1459), 22è President de la Generalitat de Catalunya
- Cosme de Montserrat (1459 - 1473)
- Guillem Ramon de Montcada i de Vilaragut (1473 - 1493)
- Joan de Peralta (1493 - 1504)
- Joan d'Enguera (1505 - 1510)
- Joan de Tormo (1510 - 1553), 62è President de la Generalitat de Catalunya
- Aciscle Moya de Contreras (1554 - 1564)
- Benet de Tocco (1564 - 1572)
- Juan Beltrán de Guevara (1573)
- Bernat de Josa i de Cardona (1574 - 1575)
- Pere d'Aragó (1577 - 1584)
- Joan Baptista Cardona (1584 - 1587)
- Pere Jaime (1587 - 1597)
- Joan Vila (1597)
- Francesc Robuster i Sala (1598 - 1607)
- Onofre de Reart (1608 - 1612)
- Antoni Gallart i Treginer (1612 - 1613)
- Andrés de San Jerónimo (1614 - 1625)
- Pere de Magarola i Fontanet (1627 - 1634)
- Gaspar Gil (1634 - 1638)
- Alfons de Requesens i Fenollet (1639) electe
- Ramon de Sentmenat i de Lanuza (1640 - 1655)
- Francesc Crespí de Valldaura i Brizuela (1655 - 1662)
- Brauli Sunyer (1663 - 1664)
- Jaume de Copons i de Tamarit (1665 - 1673)
- Jaume Mas (1674 - 1684)
- Antoni Pascual (1685 - 1704)
- Manuel de Santjust i de Pagès (1710 - 1720)
- Ramon de Marimon i de Corbera-Santcliment (1720 - 1744)
- Manuel Muñoz Guil (1744 - 1751)
- Bartolomé Sarmentero (1752 - 1775)
- Antonio Manuel de Artalejo (1777 - 1782)
- Francesc de Veyán i Mola (1783 - 1815)
- Ramon Strauch i Vidal (1816 - 1823)
- Pau Jesús Corcuera i Caserta (1825 - 1835)
- Llucià Casadevall i Duran (1848 - 1852)
- Antoni Palau i Térmens (1853 - 1857)
- Joan Josep Castanyer i Ribas (1857 - 1865)
- Antoni Lluís Jordà i Soler (1866 - 1872)
- Pere Colomer i Mestres (1875 - 1881)
- Josep Morgades i Gili (1882 - 1899)
- Josep Torras i Bages (1899 - 1916)
- Francesc Muñoz i Izquierdo (1916 - 1926)
- Joan Perelló i Pou (1927 - 1955)
- Ramon Masnou i Boixeda (1955 - 1983)
- Josep Maria Guix i Ferreres (1983 - 2003)
- Romà Casanova i Casanova (des del 2003)